# Argonaute (protéine)
Pour les articles homonymes, voir Argonaute (homonymie).
 (janvier 2022).
Si vous disposez d'ouvrages ou d'articles de référence ou si vous connaissez des sites web de qualité traitant du thème abordé ici, merci de compléter l'article en donnant les références utiles à sa vérifiabilité et en les liant à la section « Notes et références ».
Argonaute est une famille de protéines s'associant avec les petits ARN interférents et conférant le silencing de gènes.
Les protéines argonautes sont des composants catalytiques du complexe RISC à l'origine du phénomène de silencing ou interférence par ARN.
Elles peuvent se lier à différentes classes de petits ARN non codants, notamment les microARN (miARN), ARN interférents (ARNi) et ARN interagissant avec Piwi (ARNpi).
Les petits ARN guident les protéines Argonaute à leur cible spécifique par complémentarité des séquences, permettant typiquement le silencing de la cible.
Certaines protéines Argonautes ont une activité endonucléasique dirigée vers les brins d'ARN messagers (ARNm) ayant une bonne complémentarité avec le petit ARN auquel elles sont liées (activité de "slicer").
Ces protéines participent également à la sélection du brin guide et à la destruction du brin passager (voir interférence par ARN - section principes).
La base structurale de la liaison ARN-Argonaute a été étudiée par cristallographie aux rayons X du domaine liant d'une protéine argonaute liée à son ARN. L'extrémité phosphorylée 5' du brin d'ARN entre dans une poche de surface, conservée et basique, et le contact se fait par un cation divalent comme le magnésium et par « stacking » aromatique (liaison pi-pi non covalente) entre le nucléotide en 5' de l'ARNi et un résidu tyrosine conservé d'Argonaute. On pense que ce site forme un centre de nucléation pour la liaison de l'ARNi à son ARNm cible.
Chez les eucaryotes, les protéines Argonautes ont été trouvées à forte concentration dans des régions du cytoplasme cellulaire appelées « P-bodies » où sont également localisées des enzymes impliquées dans la voie de dégradation des ARNm. La famille des protéines Argonautes n'existe pas seulement chez les eucaryotes mais est partagée par les Archaea et certaines bactéries comme Aquifex aeolicus. Des études basées sur la génomique comparative soutiennent que la famille argonaute aurait évolué à partir de composants du système d'initiation de la traduction, à cause de leur homologie avec le Facteur d'initiation eucaryotique eIF2.
Les protéines argonaute sont nommées d'après le phénotype argonaute AGO de mutants d'Arabidopsis thaliana, qui sont eux-mêmes nommés à cause de leur ressemblance avec les argonautes.
Le séquençage à haut débit par immunoprécipitation d'Argonaute a été utilisé comme une méthode pour identifier des microARN cibles: les microARN liés à la fois à Argonaute et à leur ARN messager cible pourront précipiter et être séquencés.